# Acalypha weddelliana
Acalypha weddelliana är en törelväxtart som beskrevs av Henri Ernest Baillon. Acalypha weddelliana ingår i släktet akalyfor, och familjen törelväxter. Inga underarter finns listade i Catalogue of Life.